# Laibalea enigmatica
Laibalea enigmatica (лат.) — вид наездников-браконид из подсемейства Rhyssalinae (Braconidae), единственный в составе рода Laibalea и трибы Laibaleini. Эндемик Кении и ЦАР (Африка). Родовое название дано в честь Laibale Friedman (Tel Aviv University, Тель-Авив, Израиль), собравшего типовой материал.

## Описание
Мелкие наездники, длина тела 2,7—2,8 мм, длина переднего крыла 2,5—2,9 мм, длина яйцеклада 1,0—1,5 мм. Усики состоят из 21 членика, длина усиков 2,4 мм. Терминальный членик жгутика усика без вершинного шипа. Жгутиковые сегменты, каждый с несколькими удлиненными плакоидными сенсиллами, которые составляют 80 % длины жгутика; внутреннее отверстие короткое, занимает 20 % длины сенсиллы. Скапус усика длинный, изогнутый, расширяющийся на вершине, примерно в 3,0 раза длиннее субшаровидной педицеллюса. Глаза голые. Циклостом: присутствует гипоклипеальная депрессия, верхняя губа вогнутая и голая. Щёчный шов сплошной с бороздкой, идущей по переднему краю глаза, не доходя до основания жвал. Оцеллии небольшие, расположены треугольником, основание которого длиннее сторон.
Наличник высокий. Затылочный киль не срастается, остаётся далеко от гипостомального и отдельно достигает основания мандибул. Прекоксальная борозда отсутствует.

## Систематика
Вид Laibalea enigmatica был впервые описан 2020 году энтомологами
по типовому материалу, обнаруженному в Кении. Выделен в монотипические род Laibalea Quicke et Butcher, 2020 и трибу Laibaleini  Quicke, Butcher et BelokoBylskij, 2020, которые отличаются от всех прочих групп своего подсемейства следующими признаками жилкования крыльев: жилка RS+M переднего крыла длинная, немного короче 2RS; жилка 1m-cu короткая, жилки 2CU, 2M (иногда называемые 2-SR+M, вертикальные) и 3M (задняя граница второй субмаргинальной ячейки) переднего крыла отходят практически из одной точки. Консенсус морфологических признаков и молекулярного анализа ДНК нового вида предполагает включение Laibalea либо в принципиально голарктическое подсемейство Rhyssalinae, либо, возможно, более базально, в преимущественно гондванскую группу Mesostoinae s.l., хотя авторы таксона не исключают возможность того, что Laibalea мог бы представлять отдельную базальную линию. Авторы таксона помещают Laibalea в отдельную трибу, временно включенную в Rhyssalinae.